# Megophrys rubrimera
Megophrys rubrimera é uma espécie de anfíbio anuro da família Megophryidae. O seu estado de conservação ainda não foi avaliado pela Lista Vermelha da UICN. Está presente na China e no Vietname.